# أنتوني ييغيت
أنتوني ييغيت (بالسويدية: Anthony Yigit)‏ (مواليد 9 يناير 1991) هو ملاكم سويدي، مثّل بلاده في الألعاب الأولمبية الصيفية 2012.

## روابط خارجية
أنتوني ييغيت على موقع بوكس ريك (الإنجليزية) (registration required)
- أنتوني ييغيت على موقع أوليمبيديا (الإنجليزية)
- أنتوني ييغيت على موقع اللجنة الأولمبية السويدية (السويدية)